# 岩手県道217号野田港線
岩手県道217号野田港線（いわてけんどう217ごう のだこうせん）は、岩手県九戸郡野田村を通る一般県道である。

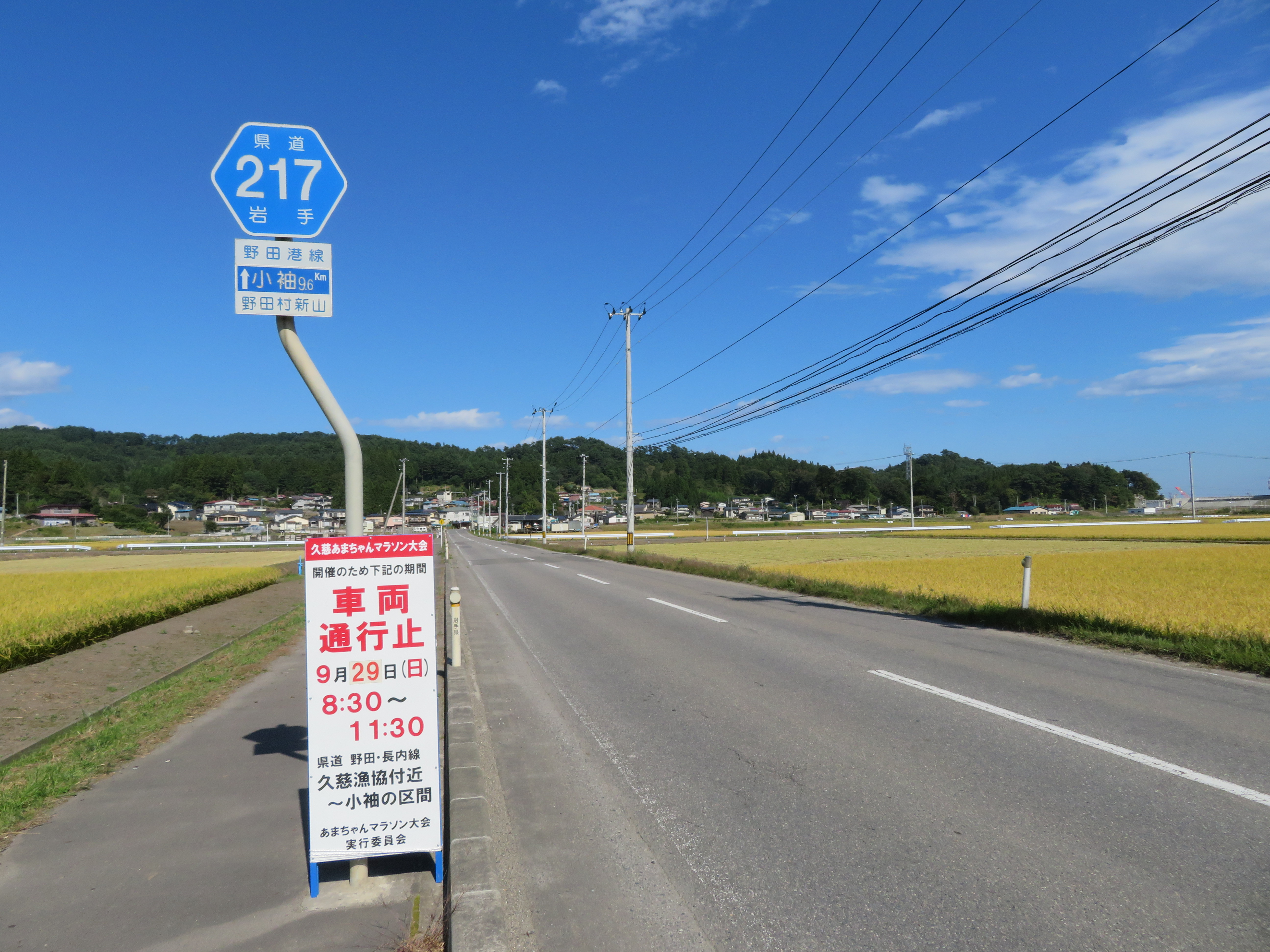
野田村新山付近

## 概要
岩手県の地方港の一つ、野田港と国道45号を結ぶ。

### 路線データ
- 起点：野田漁港（野田村野田字新山）
- 終点：九戸郡野田村野田（国道45号交点）

## 地理

### 通過する自治体
- 九戸郡野田村

### 交差する道路
- 岩手県道268号野田長内線
- 国道45号（終点）

### 沿線の施設
- 三陸鉄道リアス線 陸中野田駅